# Межиречка (Романовский район)
Межиречка (укр. Межирічка) — село на Украине, основано в 1940 году, находится в Романовском районе Житомирской области.
Население по переписи 2001 года составляет 204 человека. Почтовый индекс — 13016. Телефонный код — 4146. Занимает площадь 96,4 км².

## История
В 1946 году указом ПВС УССР село Фаустиновка переименовано в Межиречку.

## Адрес местного совета
13016, Житомирская область, Романовский р-н, с. Годыха